# Centrale thermique d'Anegasaki
La centrale thermique d'Anegasaki est une centrale thermique dans la préfecture de Chiba au Japon.